# Real Academia de Artes y Ciencias de los Países Bajos
La Real Academia de Artes y Ciencias de los Países Bajos (en neerlandés: Koninklijke Nederlandse Akademie van Wetenschappen, abreviado como: KNAW) es una organización dedicada al avance de las ciencias y de la literatura en los Países Bajos. Su sede se halla en la mansión Trippenhuis, en la ciudad de Ámsterdam.
Además de varias funciones administrativas y de asesoría, dirige una serie de institutos de investigación y concede numerosos premios prestigiosos, incluyendo la Medalla Lorentz en física teórica, el Premio Dr. Hendrik Muller para Ciencias de la Conducta y Sociales, y los Premios Heineken.

## Funciones principales
La Academia asesora al gobierno neerlandés en asuntos científicos. Mientras su consejo a menudo se ocupa de cuestiones genuinamente científicas, también aconseja al Gobierno en asuntos como la gestión de las carreras de los investigadores o la contribución de Holanda en proyectos internacionales importantes. La Academia ofrece asesoría (tanto de oficio como si se le solicita) al parlamento y a ministerios, universidades e institutos de investigación, financiando agencias y organizaciones internacionales.
- Asesoramiento al gobierno en asuntos relacionados con la investigación científica
- Evaluación de la calidad de la investigación científica (revisión por pares)
- Foro para el mundo científico y promoción de la cooperación científica internacional
- Organización de sostenimiento para los institutos comprometidos principalmente con la investigación científica básica y estratégica, difundiendo la información

## Miembros y organización
Los miembros son nombrados de por vida por cooptación. La Academia acepta propuestas de nombramientos por parte de personas o de organizaciones externas. El criterio de aceptación está supeditado a los logros científicos de los candidatos. La afiliación a la Academia es por lo tanto considerada como un reconocimiento prestigioso y un gran honor. Además de miembros regulares, también hay miembros extranjeros y miembros correspondientes, aunque desde que se introdujo un nuevo sistema de afiliación en 2011, ya no habrá ningún nuevo miembro correspondiente. Cada año un máximo de dieciséis miembros son aceptados en la Academia.
La Real Academia de Artes y Ciencias hace mucho tiempo que abarca prácticamente todas las áreas del conocimiento. Comprende dos departamentos y consta de alrededor de 500 miembros:
- Ciencia (matemática, física, astronomía, ciencias de vida, y ciencias de la ingeniería)
- Humanidades y Ciencias Sociales (humanidades, leyes, ciencias de la conducta y ciencias sociales)

Ambos departamentos tienen su propio consejo. Los departamentos, a su vez, están divididos en secciones. El órgano más alto en la Academia es la asamblea general, donde se reúnen los miembros de los dos departamentos. Frits Van Oostrom fue presidente hasta el 1 de mayo de 2008, sucedido por Robbert Dijkgraaf. Tanto Van Oostrom como Dijkgraaf mostraron su preocupación sobre el bajo nivel de financiación de la ciencia en los Países Bajos en comparación con la mayoría de los países occidentales. En 2022, Marileen Dogterom fue presidenta.

## Historia
Durante la ocupación francesa de las Provincias Unidas de los Países Bajos, la institución fue fundada con el nombre de Koninklijk Instituut van Wetenschappen, Letterkunde en Schoone Kunsten (Instituto Real de Ciencias, Literatura y Bellas Artes) por Luis Bonaparte el 4 de mayo de 1808. En 1816, después de que la ocupación hubiera acabado, fue rebautizada como Koninklijk-Nederlandsch Instituut van Wetenschappen, Letteren en Schoone Kunsten. En 1851 fue disuelta y restablecida como Koninklijke Akademie Van Wetenschappen y en 1938 recibió su nombre actual. Desde 1812, la Academia ha tenido su sede en la mansión Trippenhuis de Ámsterdam.
La institución fue premiada con el Gouden Ganzenveer en 1955.

## Institutos de investigación
Los institutos de investigación siguientes están asociados con la Academia:
- Instituto Westerdijk
- Data Archiving and Networked Services
- Huygens Instituut
- Fryske Akademy
- Hubrecht Instituut
- Internationaal Instituut voor Sociale Geschiedenis
- Nederlands Herseninstituut (Netherlands Institute for Neuroscience)
- Koninklijk Instituut voor Taal-, Land- en Volkenkunde
- Meertens Instituut
- Nederlands Instituut voor Ecologie
- Nederlands Instituut voor Oorlogsdocumentatie
- Nederlands Instituut voor Wetenschappelijke Informatiediensten
- Nederlands Interdisciplinair Demografisch Instituut
- Netherlands Institute for Advanced Study in the Humanities and Social Sciences
- Rathenau Instituut

El Instituto Holandés para la Neurociencia (NIN) se estableció en 2005 como fusión del Instituto Holandés de Investigación Cerebral (NIH, fundado en 1909) y el Instituto Holandés de Investigación Oftálmica (IOI, fundado en 1988).

## Academia de los Jóvenes
La Jonge Akademie (Academia de los Jóvenes) es una sociedad de jóvenes investigadores científicos, fundada en 2005 como parte de la Academia. Diez miembros son elegidos cada año por un plazo de cinco años; los miembros son científicos de entre 25 y 45 años de edad y son seleccionados por la excelencia de sus logros en investigación. Se creó a imagen y semejanza de la Junge Akademie alemana, y ambas han servido como modelo para la Global Young Academy.